# مهندسی روش‌ها
مهندسی روش‌ها (متدها) یکی از مباحث علمی و فنی مهندسی صنایع می‌باشد. در مهندسی روش‌ها که معمولاً در کنار مهندسی سیستم‌ها مورد استفاده قرار می‌گیرد هدف بهبود و ساده‌سازی جریان کار است. هر کار از یک سری کارهای ساده. کوچک به نام فعالیت (TASK) تشکیل شده است. در مهندسی روش‌ها با مطالعه دقیق این فعالیت‌ها و روش انجام آنها، روش‌های ساده‌تر، کم هزینه تر و سریعتی برای انجام کار پیشنهاد می‌شود که البته باید با توجه به ایمنی و ارگونومی باشد.
مهندسی سیستم‌ها امری کلی تر و فرا گیر تر است که روند گردش کار در سیستم‌ها و سازمان‌ها را مورد مطالعه و بهینه‌سازی قرار می‌دهد.